# ルセ州
ルセ州（Ruse Province (ブルガリア語: Област Русе)）は、ブルガリア北部に位置する州。ドナウ川をはさんでルーマニアと隣接している。州都のルセと対岸にあるルーマニアのジュルジュを結ぶドナウ橋は、2013年に新欧州橋が完成するまで、ブルガリア唯一のドナウ川に架かる橋であった。

## 基礎自治体

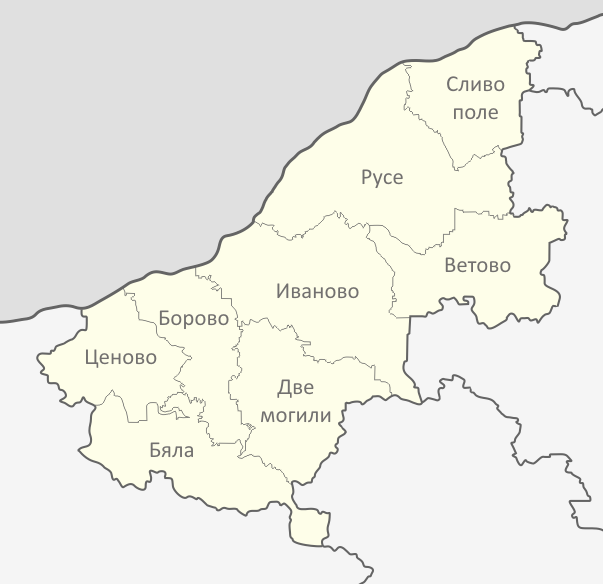
ルセ州の基礎自治体

- ルセ - 州都
- ボロヴォ (Borovo)
- ビャラ (Byala)
- ドヴェ・モギリ (Dve mogili)
- イヴァノヴォ (Ivanovo)
- スリヴォ・ポレ (Slivo pole)
- ツェノヴォ (Tsenovo)
- ヴェトヴォ (Vetovo)

## 世界遺産
イヴァノヴォにはイヴァノヴォの岩窟教会群があり、世界遺産に登録されている。イヴァノヴォの岩窟教会群は、岩をくりぬいて作った修道院や礼拝堂などの施設で、13世紀から14世紀にかけてのフレスコ画で知られる。